# Meron Teshome
Pour les articles homonymes, voir Meron (homonymie).
Meron Teshome Hagos, né le 13 juillet 1992 à Asmara, est un coureur cycliste érythréen.

## Biographie
Son cousin Biniam Girmay est également cycliste.
En 2012, il est sélectionné pour participer au Tour de l'Avenir. Il abandonne lors de la 3e étape.
En 2013, il est sélectionné par son équipe nationale pour participer à la Tropicale Amissa Bongo. Présent dans l'échappée victorieuse de la 6e étape où il termine 6e. Il fait un bond au classement général, pour finalement terminer la course à la 9e position. Un mois plus tard, il participe à la Fenkel Northern Redsea ou il finit 6e du général. Quelques jours après cette course, il prend part au Tour d'Érythrée. Il remporte la 1re étape et porte le maillot de leader une journée. Après plusieurs places d'honneur, il prend la 4e place du classement général final. En juin il participe aux championnats d'Érythrée, il y prend la 7e place du contre-la-montre et s'adjuge le titre sur route en réglant au sprint un groupe d'une vingtaine de coureurs. En septembre, il représente l'Erythrée aux championnats du monde sur route à Florence en Italie. Il est 44e du contre-la-montre des moins de 23 ans et ne termine pas la course en ligne de cette catégorie. En fin d'année, il est champion d'Afrique du contre-la-montre par équipes avec Natnael Berhane, Meron Russom et Daniel Teklehaimanot.

## Palmarès
- 2013
  -  Champion d'Afrique du contre-la-montre par équipes (avec Natnael Berhane, Meron Russom et Daniel Teklehaimanot)
  -  Champion d'Érythrée sur route
  - 1re étape du Tour d'Érythrée
- 2014
  -  Champion d'Érythrée du contre-la-montre espoirs
  - 2e de l'Amashova National Classic
  - 3e du championnat d'Érythrée du contre-la-montre
- 2015
  -  Médaillé d'or du contre-la-montre aux Jeux africains
  - 5e étape du Tour du Rwanda
  - 2e du championnat d'Érythrée du contre-la-montre
  - 3e de la Hibiscus Cycle Classic
- 2016
  - 2e étape du Tour d'Érythrée
  - 2e du championnat d'Érythrée du contre-la-montre
  - 3e du Circuit de Massaoua
- 2017
  -  Champion d'Afrique du contre-la-montre par équipes (avec Meron Abraham, Awet Habtom et Amanuel Gebrezgabihier)
  -  Champion d'Afrique du contre-la-montre
  - 3e et 5e étapes du Tour du Cameroun
  - 2e du Circuit de Massaoua
- 2019
  -  Champion d'Afrique du contre-la-montre par équipes (avec Yakob Debesay, Mekseb Debesay et Sirak Tesfom)
- 2023
  - 2e du Grand Prix de la ville d'Alger
- 2025
  - 2e du championnat d'Érythrée sur route

## Classements mondiaux
| Année                                 | 2013 | 2014 | 2015 | 2016 | 2017  | 2018  | 2019  | 2020 | 2021  | 2022  | 2023 | 2024  |
| ------------------------------------- | ---- | ---- | ---- | ---- | ----- | ----- | ----- | ---- | ----- | ----- | ---- | ----- |
| Classement mondial                    |      |      |      | 710e | 302e  | 2771e | 1715e | nc   | 2718e | 2511e | 778e | 1543e |
| UCI Europe Tour                       | nc   | nc   | nc   | nc   | 1748e | nc    |       |      |       |       |      |       |
| UCI Asia Tour                         | nc   | nc   | nc   | 347e | 387e  | nc    |       |      |       |       |      |       |
| UCI Africa Tour                       | 18e  | 87e  | 40e  | 33e  | 4e    | 227e  | 101e  | nc   | 155e  | 152e  | 38e  | nc    |
|                                       |      |      |      |      |       |       |       |      |       |       |      |       |
| Légende : nc = non classéSource : UCI |      |      |      |      |       |       |       |      |       |       |      |       |